# Lamborghini Miura Jota
Lamborghini Miura Jota – sportowy coupé skonstruowany przez Boba Wallace'a w 1970 na bazie Lamborghini Miura P400.
Zatrudniony przez Lamborghini w 1964 roku inżynier i kierowca testowy Nowozelandczyk Bob Wallace postanowił na bazie Miury P400 zbudować wyścigową bestię. W tamtych czasach w Lamborghini wcale nie interesowano się sportami motorowymi, więc Wallace postanowił stworzyć auto własnymi siłami. 
Tak naprawdę pojazd nie ma zbyt wiele wspólnego z Miurą P400. Rama oraz nadwozie zostały wykonane z mocnego i super-lekkiego materiału Avional, stosowanego wyłącznie w lotnictwie. Dzięki niemu Jota ważyła 900 kg. Rama została skrócona i poszerzona, zwiększono rozstaw kół. Zawieszenie zostało zdecydowanie usztywnione, obniżone i utwardzone, zastosowano szersze opony. W Miurze P400 bak instalowano z przodu, co źle wpływało na prowadzenie. W Miurze Jota 2 60-litrowe zbiorniki zamontowano w poszerzonych progach, co miało później fatalne konsekwencje. Nadwozie Miury składało się z 5 elementów, które można było szybko zdemontować.
Z zewnątrz Jota przypomina Miurę P400, jednak dodano sporo sportowych akcentów m.in. kilka spojlerów, wloty powietrza, a ruchome światła zastąpiono klasycznymi. Z wnętrza zniknęło wszystko co było zbędne do prowadzenia auta, a dodawało balastu. 
Pod maską jest ten sam silnik, jaki montowano w P400. Żeby uzyskać większą moc, Bob Wallace zastosował elektronicznie sterowany zapłon i przeprojektował głowice. Wzrósł stopień sprężania, a jednostka kręci się do aż 8500 obr./min. Moc silnika wzrosła do potężnych w tamtych czasach 324 kW (440 KM). Do dzisiaj żadne Lambo nie uzyskało lepszego stosunku mocy do masy, który wynosił 2,05 kg/KM. Mimo tego, znacznie skrócono przełożenia skrzyni biegów, prędkość maksymalna wynosiła 320 km/h. 
Miura Jota przyspieszała do "setki" w 3,6 s, co nawet dzisiaj robi wielkie wrażenie, a pamiętajmy, że to auto sprzed 45 lat. W wyścigu na 1000 m ze startu zatrzymanego Jota pokonałaby wszystkie Lamborghini z Reventonem na czele. 
Jednak Jota nigdy nie wystartowała w wyścigu. Powstała 1 sztuka, która ze względu na kłopoty finansowe firmy została sprzedana w 1972 roku. Wkrótce zdarzył się wypadek: prowadzący samochód wjechał w barierę, a zamontowany w progu bak spowodował pożar. Jota spłonęła doszczętnie. Na szczęście nadal można Miurę Jota zobaczyć, gdyż powstało kilka wiernych replik.

## Dane techniczne Lamborghini Miura Jota
| Marka i model                  | Lamborghini Miura Jota               |
| Okres produkcji                | 1970                                 |
| Wysokość (mm)                  | 1000 mm                              |
| Masa (kg)                      | 900 kg                               |
| Napęd                          | na tył                               |
| Typ silnika                    | V12 24v                              |
| Pojemność skok. (cm³)          | 3939 cm ³                            |
| Skrzynia biegów (M/A)          | 5-biegowa (M)                        |
| Moc kW (KM)                    | 324 kW (440 KM) przy 8500 obr / min. |
| Moment obrotowy (Nm)           | 403 Nm przy 6500 obr / min.          |
| Osiągi (s)                     |                                      |
| 0-100 km/h (s)                 | 3,6 s                                |
| 0-1000 m (s)                   | 19,6 s                               |
| Prędkość maksymalna (km/h)     | 320 km/h                             |
| Stosunek masy do mocy (kg/KM)  | 2,05 kg/KM                           |
| Pojemność zbiornika paliwa (l) | 2 x 60 l                             |
| ------------------------------ | ------------------------------------ |